# ستيفن دوكرتي
ستيفن دوكرتي (بالإنجليزية: Stephen Docherty)‏ هو لاعب كرة قدم بريطاني في مركز الوسط، ولد في 18 فبراير 1976 في غلاسكو في المملكة المتحدة. لعب مع نادي أردريونيانز ونادي بارتيك ثيسل.

## وصلات خارجية
- ستيفن دوكرتي على موقع Soccerbase.com (لاعب) (الإنجليزية)